# Осгуд (Канада)
Осгуд (англ. Osgoode) — преимущественно сельский район в южной части Оттавы (Канада), с 1850 по 2000 год — отдельный тауншип в провинции Онтарио. Площадь на 2006 год составляла 461,8 км², население — 24 700 человек.

## История
В 1780-е годы правительство Великобритании приобрело у индейцев миссиссога плодородные земли в Верхней Канаде для расселения на них беженцев-лоялистов из Североамериканских Соединённых Штатов. В процессе этой сделки были приобретены и земли, вошедшие впоследствии в округ Карлтон.
Виды округа Осгуд
В 1822 году были разделены на участки земли на территории будущих тауншипов Осгуд и Расселл. Тауншип Осгуд получил своё имя в честь первого Верховного судьи Верхней Канады Уильяма Осгуда. Первыми поселенцами в этом районе стали семьи Макдоннелов и Йорков. Дальнейшее заселение задерживалось из-за слухов, что эта территория представляет собой непролазные топи, и только после того, как слухи эти были опровергнуты, хорошие плодородные почвы и особенно богатые лесные угодья (белый дуб и веймутова сосна) начали привлекать новых поселенцев. Их прибытию способствовали дороги, которые начали прокладывать Макдоннелы и Йорки. Арчибальд Макдоннел открыл первую лавку будущего тауншипа, построил первую лесопилку и стал первым членом городского совета. Уильям Йорк в 1834 году участвовал в постройке методистской церкви в Осгуде. Через 15 лет после прибытия Макдоннелов и Йорков в этих местах жили ещё 15 семей. После завершения строительства канала Ридо в 1832 году население этих мест начало расти уже стабильно, а в 1840-е годы, когда территорию тауншипа пересекли сразу две железных дороги, рост населения пошёл ещё быстрее. В 1850 году тауншип Осгуд получил официальное самоуправление.
В 1891 году было построено здание городской ратуши, в котором с начала 1970-х годов разместилась также местная публичная библиотека. Осгуд был включён в муниципальные границы Оттавы 1 января 2001 года в результате объединения ряда населённых пунктов Национальной столичной области Канады. К этому моменту в границы тауншипа входили следующие деревни и общины: Эдвардс, Грили, Эннискерри, Кенмор, Осгуд, Мэрионвилль, Марвелвилль, Меткалф и Вернон.

## Современное состояние
В настоящее время границы избирательного округа Осгуд (20-й округ Оттавы) полностью совпадают с границами прежнего посёлка Осгуд. Площадь округа составляет 461,8 км². Округ Осгуд остаётся преимущественно сельским, располагаясь на южной оконечности объединённой Оттавы. Его западная граница проходит по реке Ридо, а восточная — по Баундари-роуд. Самая северная точка округа находится на Лейтрим-роуд, а самая южная — на Мэрионвилль-роуд.
Население округа Осгуд по данным переписи населения 2006 года составляло 22 695 человек. Около 21 % составляют дети в возрасте младше 15 лет (в среднем 1,2 ребёнка на семью), около 10 % — люди в возрасте 65 лет и старше. 10 % населения — иммигранты, преимущественно из европейских стран. 93 % населения проживают в собственных домах, средний уровень доходов на семью составляет более 106 тысяч долларов, что выше, чем в среднем по Оттаве, а уровень преступности ниже, чем в целом по городу. 36 % жителей округа двуязычны (билингвы), то есть владеют как английским, так и французским языками.